# Lilium nanum
Lilium nanum är en liljeväxtart som beskrevs av Johann Friedrich Klotzsch. Lilium nanum ingår i släktet liljor, och familjen liljeväxter.

## Underarter
Arten delas in i följande underarter:
- L. n. flavidum
- L. n. nanum

## Bildgalleri

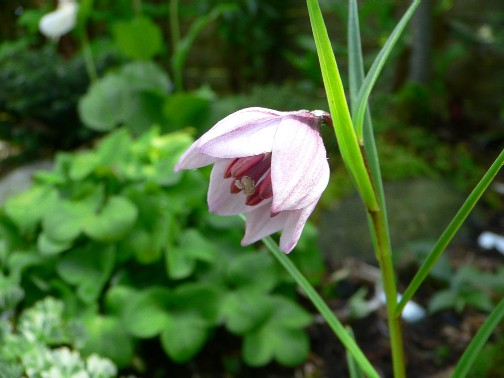
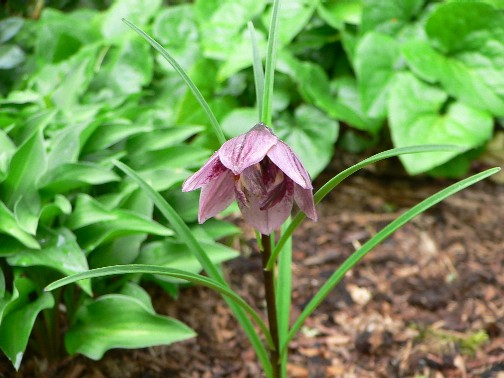
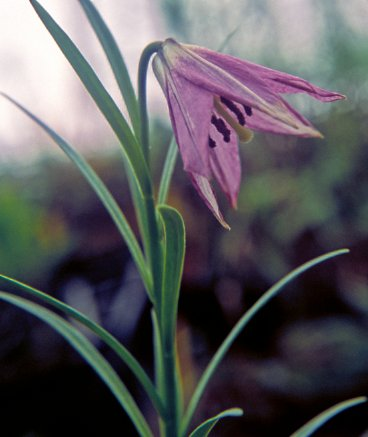
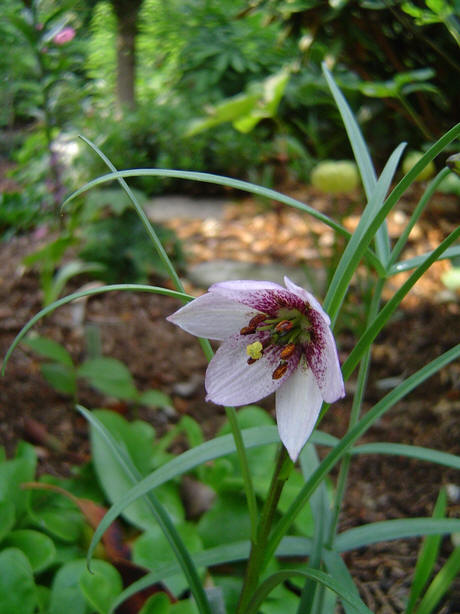
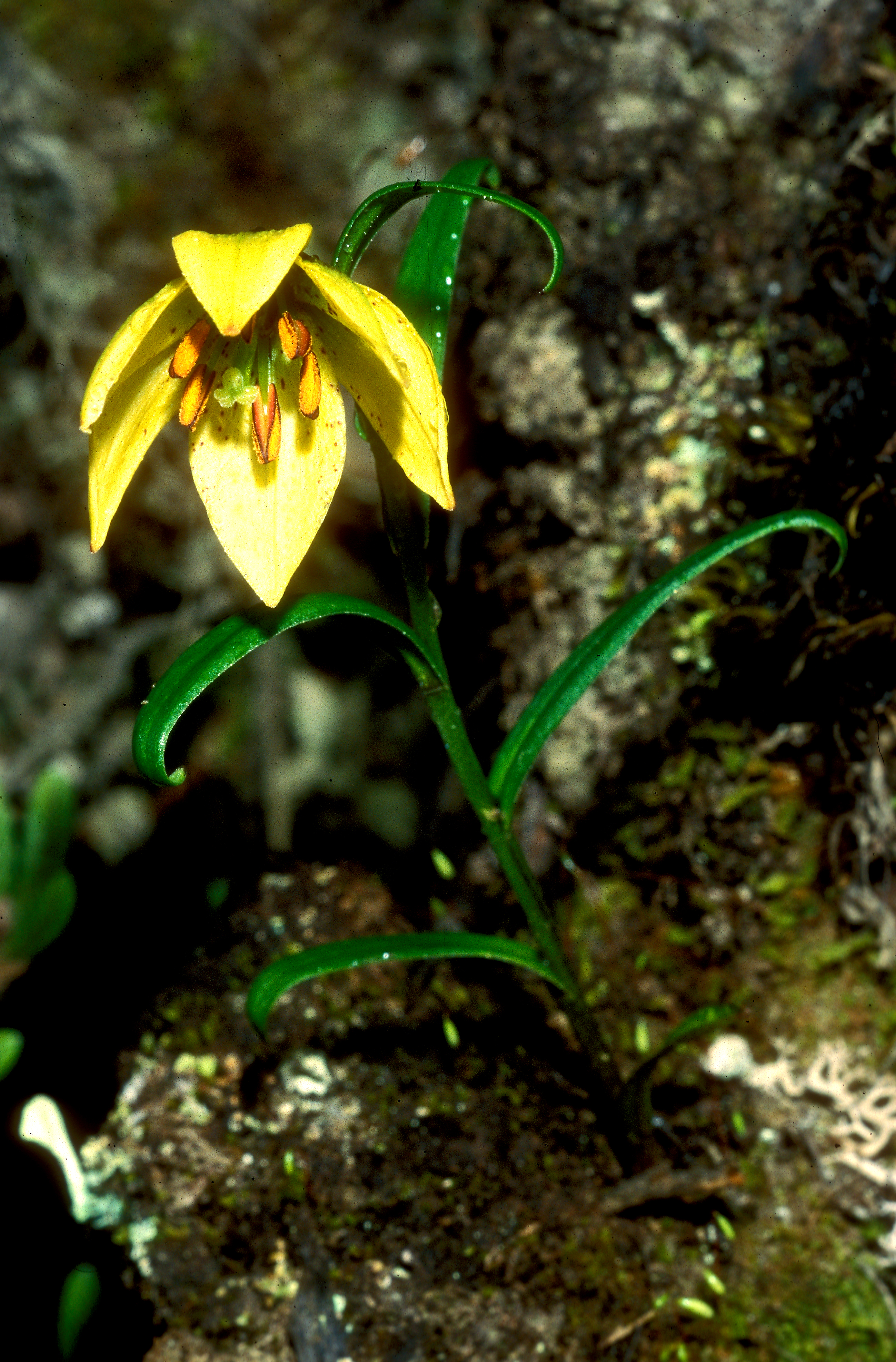
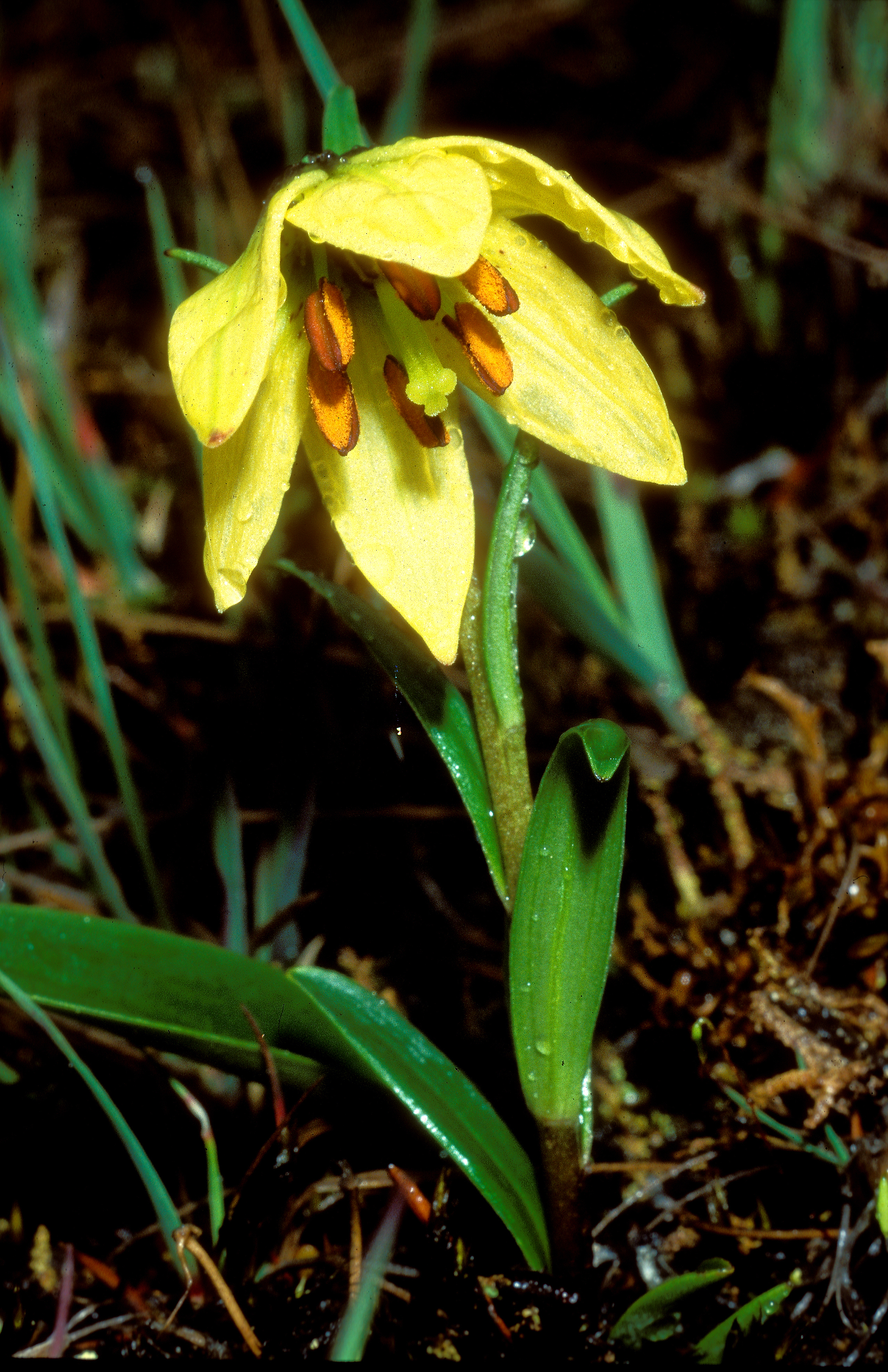